# Lionel Belmore

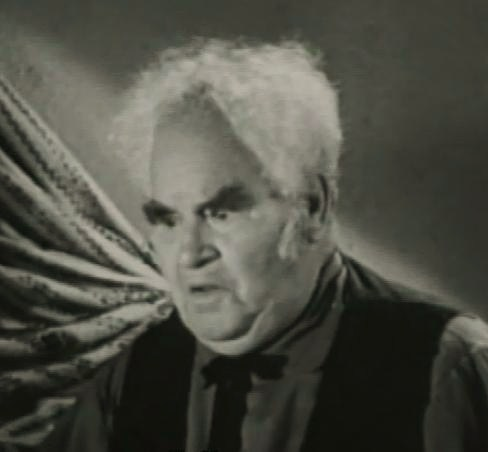
Belmore en The Son of Monte Cristo (1940)

Lionel Belmore (12 de mayo de 1867 - 30 de enero de 1953) fue un actor y director teatral y cinematográfico británico.

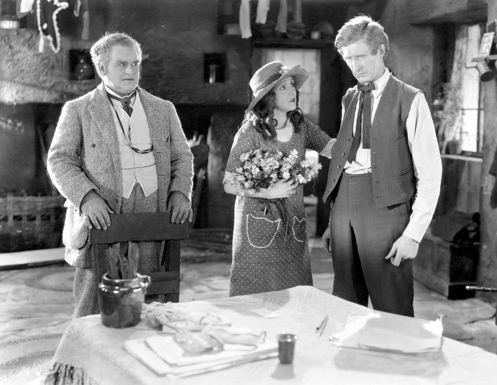
De izq. a der.: Lionel Belmore, Laurette Taylor y Russell Simpson en Peg o' My Heart (1922)

## Biografía
Nacido en Wimbledon (Londres), Inglaterra, como actor teatral, Belmore tuvo la oportunidad de trabajar junto a intérpretes de la talla de Wilson Barrett, Henry Irving, William Faversham y Lillie Langtry. Actuó en escenarios de Londres y, entre 1899 y 1916, también en el circuito de Broadway, en Nueva York, siendo director en una única ocasión.
Instalado definitivamente en los Estados Unidos, debutó en el cine en 1914, actuando en unas 180 producciones, la última de ellas estrenada en 1945. Entre sus películas más destacadas, en las cuales hacía papeles como actor de carácter, en ocasiones sin títulos de crédito, figuran Oliver Twist (de Frank Lloyd, 1922, con Jackie Coogan), Bardelys the Magnificent (de King Vidor, 1926, con John Gilbert y Eleanor Boardman), Frankenstein (de James Whale, 1931, con Colin Clive y Boris Karloff), y El príncipe y el mendigo (de William Keighley, 1937, con Errol Flynn y Claude Rains).
Lionel Belmore dirigió también catorce filmes mudos (sobre todo cortometrajes), entre 1914 y 1918, trabajando habitualmente con los actores Edith Storey, Ned Finley y Charles Kent. 
Hermano de los actores Daisy Belmore (1874-1954) y Paul Belmore, Lionel Belmore falleció en Woodland Hills (Los Ángeles), California, en 1953. Fue enterrado en el Cementerio Valhalla Memorial Park, en North Hollywood.

## Teatro

### Inglaterra (selección)
- 1892-1893 : Becket, de Alfred Tennyson (Londres)
- 1900-1901 : Coriolano, de William Shakespeare (Londres)
- 1905-1906 : The Jury of Fate, de C. M. S. McLellan (Londres)
- 1906-1907 : David Copperfield, adaptación de la novela de Charles Dickens (Southampton)

### Broadway (íntegro)
- 1899 : Robespierre, de Victorien Sardou
- 1901 : Charles, de W. G. Wills
- 1906 : Mauricette, de André Picard, adaptación de H. B. Irving; Marckheim, de W. L. Courtney; The Lyons Mail, de Charles Reade; King René's Daughter, de Edmund Phipps; Paolo and Francesca, de Stephen Phillips
- 1908 : The Second Mrs. Tanqueray, de Arthur Wing Pinero; Camille, de Alexandre Dumas (hijo); Magda, de Hermann Sudermann; Sapho, de Clyde Fitch; Carmen, adaptación de Henry Hamilton de la novela de Prosper Mérimée; I Pagliacci, de Charles H. E. Brockfield; The Enigma, adaptation de Olga Nethersole, y The Awakening, adaptación de Sydney Grundy, de Paul Hervieu; Adrienne Lecouvreur, de Eugène Scribe y Ernest Legouvé, adaptación de Olga Nethersole
- 1908-1909 : El gran Galeoto, de José de Echegaray, adaptación de Charles Frederick Nirdlinger, con William Faversham
- 1909 : The Barber of New Orleans, de Edward Childs Carpenter, con Berton Churchill y William Faversham; Herod, de Stephen Phillips, con Berton Churchill y William Faversham
- 1911 : The Faun, de Edward Knoblauch, con William Faversham; La dama del mar, de Henrik Ibsen, con Sheldon Lewis; Las mujeres sabias, de Molière, adaptación de Curtis Hidden Page; The Thunderbolt, de Arthur Wing Pinero, con Sheldon Lewis
- 1912 : Julio César, de William Shakespeare, con Berton Churchill, William Faversham y Tyrone Power, Sr.
- 1914 : The Midnight Girl, comedia musical de Jean Briquet, Adolf Philipp y Edward A. Paulton, a partir de  Das Mitternacht Madel, de Paul Herve
- 1914 : The Marriage of Columbine, de Harold Chapin, con Louise Closser Hale
- 1916 : Somebody's Luggage, de Mark E. Swan, con Georges Renavent

## Filmografía

### Actor (selección)
- 1914 : Taken by Storm, de James Young
- 1918 : Wanted : A Mother, de Harley Knoles
- 1918 : Leap to Fame, de Carlyle Blackwell
- 1920 : Milestones, de Paul Scardon
- 1920 : The Man who had Everything, de Alfred E. Green
- 1920 : Guile of Women, de Clarence G. Badger
- 1920 : Madame X, de Frank Lloyd
- 1921 : Courage, de Sidney Franklin
- 1921 : Moonlight Follies, de King Baggot
- 1921 : Two Minutes to Go, de Charles Ray
- 1921 : The Sting of the Lash, de Henry King
- 1922 : The Galloping Kid, de Nat Ross
- 1922 : The Kentucky Derby, de King Baggot
- 1922 : Enter Madam, de Wallace Worsley
- 1922 : The Barnstormer, de Charles Ray
- 1922 : The World's Champion, de Phil Rosen
- 1922 : Kindred of the Dust, de Raoul Walsh
- 1922 : Oliver Twist, de Frank Lloyd
- 1922 : Peg o' My Heart, de King Vidor
- 1923 : Quicksands, de Jack Conway
- 1923 : Within the Law, de Frank Lloyd
- 1923 : Red Lights, de Clarence G. Badger
- 1923 : Jazzmania, de Robert Z. Leonard
- 1924 : The Silent Watcher, de Frank Lloyd
- 1924 : The Sea Hawk, de Frank Lloyd
- 1924 : A Boy of Flanders, de Victor Schertzinger
- 1924 : The Man who fights Alone, de Wallace Worsley
- 1924 : A Lady of Quality, de Hobart Henley
- 1925 : Never the Twain shall meet, de Maurice Tourneur
- 1925 : Madame Behave, de Scott Sidney
- 1925 : Eve's Secret, de Clarence G. Badger
- 1925 : Without Mercy, de George Melford
- 1925 : The Storm Breaker, de Edward Sloman
- 1926 : Bardelys the Magnificent, de King Vidor
- 1926 : Stop, Look and Listen, de Larry Semon
- 1926 : The Checkered Flag, de John G. Adolfi
- 1926 : Shipwrecked, de Joseph Henabery
- 1926 : The Blackbird, de Tod Browning
- 1926 : The Dice Woman, de Edward Dillon
- 1926 : The Return of Peter Grimm, de Victor Schertzinger
- 1927 : The Demi-Bride, de Robert Z. Leonard
- 1927 : El rey de reyes, de Cecil B. DeMille
- 1927 : The Sunset Derby, de Albert S. Rogell
- 1927 : El capitán Sorrell, de Herbert Brenon
- 1927 : Winners of the Wilderness, de W. S. Van Dyke
- 1927 : The Student Prince of Old Heidelberg, de Ernst Lubitsch y John M. Stahl
- 1928 : Run, Girl, Run, de Alfred J. Goulding
- 1928 : The Circus Kid, de George B. Seitz
- 1928 : The Matinee Idol, de Frank Capra
- 1928 : The Good-Bye Kiss, de Mack Sennett
- 1928 : Rose-Marie, de Lucien Hubbard
- 1929 : The Yellowback, de Jerome Storm
- 1929 : The Unholy Night, de Lionel Barrymore
- 1929 : Stark Mad, de Lloyd Bacon
- 1929 : The Redeeming Sin, de Howard Bretherton
- 1929 : El desfile del amor, de Ernst Lubitsch
- 1929 : Evidence, de John G. Adolfi
- 1929 : Devil-May-Care, de Sidney Franklin
- 1930 : Love comes along, de Rupert Julian
- 1930 : Playing Around, de Mervyn LeRoy
- 1930 : Sweet Kitty Bellairs, de Alfred E. Green
- 1930 : The Rogue Song, de Lionel Barrymore
- 1930 : River's End, de Michael Curtiz
- 1930 : Monte-Carlo, de Ernst Lubitsch
- 1930 : The Boudoir Diplomat, de Malcolm St. Clair
- 1931 : One Heavenly Night, de George Fitzmaurice
- 1931 : Daybreak, de Jacques Feyder
- 1931 : Safe In Hell, de William A. Wellman
- 1931 : Frankenstein, de James Whale
- 1931 : The Great Junction Hotel, de William Beaudine
- 1931 : Alexander Hamilton, de John G. Adolfi
- 1932 : Police Court, de Louis King
- 1932 : So Big !, de William A. Wellman
- 1932 : The Man called Back, de Robert Florey
- 1932 : Vanity Fair, de Chester M. Franklin
- 1932 : The Sign of the Cross, de Cecil B. DeMille
- 1932 : Malay Nights, de E. Mason Hopper
- 1933 : Cabalgata, de Frank Lloyd
- 1933 : The Constant Woman, de Victor Schertzinger
- 1933 : Una mujer para dos, de Ernst Lubitsch
- 1933 : The Vampire Bat, de Frank R. Strayer
- 1933 : I Am Suzanne!, de Rowland V. Lee
- 1933 : The Warrior's Husband, de Walter Lang
- 1933 : Berkeley Square, de Frank Lloyd
- 1934 : Caravan, de Erik Charell
- 1934 : Cleopatra, de Cecil B. DeMille
- 1934 : Stingaree, de William A. Wellman
- 1934 : El conde de Montecristo, de Rowland V. Lee
- 1934 : Jane Eyre, de Christy Cabanne
- 1934 : The Affairs of Cellini, de Gregory La Cava
- 1935 : Cardinal Richelieu, de Rowland V. Lee
- 1935 : Clive of India, de Richard Boleslawski
- 1935 : Hitch Hike Lady, de Aubrey Scotto
- 1935 : Bonnie Scotland, de James Parrott
- 1935 : Red Morning, de Wallace Fox
- 1935 : David Copperfield, de George Cukor
- 1935 : Vanessa : Her Love Story, de William K. Howard
- 1935 : The Three Musketeers, de Rowland V. Lee
- 1935 : Mutiny on the Bounty, de Frank Lloyd
- 1936 : One Rainy Afternoon, de Rowland V. Lee
- 1936 : The Last of the Mohicans, de George B. Seitz
- 1936 : The White Angel, de William Dieterle
- 1936 : Mary of Scotland, de John Ford
- 1936 : Master Will Shakespeare, de Jacques Tourneur
- 1936 : Little Lord Fauntleroy, de John Cromwell
- 1937 : El príncipe y el mendigo, de William Keighley y William Dieterle
- 1937 : The Toast of New York, de Rowland V. Lee
- 1937 : Topper, de Norman Z. McLeod
- 1937 : Maid of Salem, de Frank Lloyd
- 1937 : t's Love I'm After, de Archie Mayo
- 1938 : Service de Luxe, de Rowland V. Lee
- 1938 : Rulers of the Sea, de Frank Lloyd
- 1938 : The Adventures of Robin Hood, de Michael Curtiz y William Keighley
- 1938 : If I were King, de Frank Lloyd
- 1939 : Son of Frankenstein, de Rowland V. Lee
- 1939 : The Hunchback of Notre Dame, de William Dieterle
- 1939 : Tower of London, de Rowland V. Lee
- 1940 : Tom Brown's School Days, de Robert Stevenson
- 1940 : Diamond Frontier, de Harold D. Schuster
- 1940 : Hijo mío, de Charles Vidor
- 1940 : The Son of Monte Cristo, de Rowland V. Lee
- 1942 : The Ghost of Frankenstein, de Erle C. Kenton

### Director (íntegra)
- 1914 : Hope Foster's Mother, con Edith Storey
- 1914 : The Old Flute Player, con Edith Storey y Charles Kent
- 1914 : Out of the Past
- 1915 : In the Latin Quarter, con Edith Storey, Antonio Moreno y Constance Talmadge
- 1915 : The Silent Plea, con Edith Storey y Harry T. Morey
- 1915 : The Quality of Mercy, con Edith Storey y Antonio Moreno
- 1915 : His Bunkie, con Ned Finley
- 1915 : From the Dregs, con Ned Finley
- 1915 : West Wind, con Ned Finley (también actor)
- 1915 : The Ruling Power, con Edith Storey
- 1916 : Britton of the Seventh, con Charles Kent y Ned Finley
- 1916 : The Supreme Sacrifice (codirigida con Harley Knoles), con Robert Warwick y Anna Q. Nilsson
- 1916 : Billie's Mother, con Helene Costello
- 1918 : The Wasp (también actor)